# Kilian von Steiner

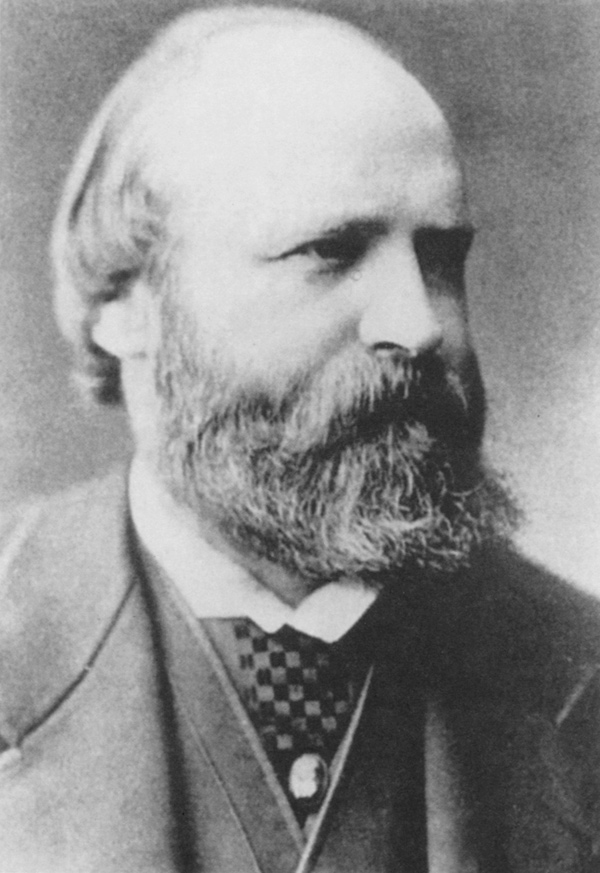
Kilian von Steiner

Kilian Steiner, ab 1895 von Steiner, (* 9. Oktober 1833 in Laupheim; † 25. September 1903 in Stuttgart) war ein deutscher Bankier und Mäzen. Er gilt als treibende Kraft bei der Gründung der Württembergischen Vereinsbank im Jahr 1869, die unter seiner Führung an der Gründung weiterer Banken beteiligt war. Steiner war außerdem literarisch interessiert und hatte großen Anteil an der Gründung des Schiller-Nationalmuseums in Marbach und des Schwäbischen Schillervereins.

## Leben

### Herkunft und Ausbildung
Steiner entstammte der jüdischen Gemeinde Laupheim. Er war das achte von zwölf Kindern des Victor Steiner (1790–1865) und der Sophie geb. Reichenbach (1800–1867) aus Hohenems in Vorarlberg. Der Vater war anfangs noch Hausierer, hatte nach den Emanzipationsgesetzen von 1828 eine Lederhandlung gegründet und war rasch vermögend geworden, so dass er 1843 das Schlossgut Groß Laupheim erwerben konnte, wo er zudem noch eine Brauerei aufbaute.
Kilian besuchte die jüdische Schule in Laupheim, danach Gymnasien in Stuttgart und Ulm. Bereits während der Schulzeit in Stuttgart lernte er seine spätere Frau Clotilde Bacher kennen. Er studierte Rechtswissenschaften an den Universitäten Tübingen und Heidelberg. 1858 absolvierte er das erste Staatsexamen, danach war er Referendar beim Oberamtsgericht in Ulm. Im Herbst 1859 folgte das zweite Staatsexamen.

### Rechtsanwalt in Heilbronn
Bereits während seiner Studienzeit begannen lebenslange Freundschaften mit dem Ökonomen Gustav Schmoller und mit dem Bankier Georg von Siemens. Auf Schmollers Vermittlung hin ließ Steiner sich noch im Jahr 1859 als Rechtsanwalt in Heilbronn nieder. Dort verkehrte er im Hause Schmoller und stand in Kontakt mit den angesehenen Familien Feyerabend, Buttersack und Rauch sowie mit Gustav von Rümelin und dem württembergischen Finanzminister Adolf Goppelt. Der Verkehr mit den gehobenen Heilbronner Kreisen, vor allem im Rauch’schen Palais, prägte Steiner sehr. Sein Freundeskreis drängte den Ledigen auf eine Hochzeit mit Schmollers Schwester Emma, was Steiner jedoch aus Glaubensgründen nicht erwägen mochte.

### Politischer Agitator in Stuttgart
1865 zog Steiner nach Stuttgart. Zu seinem dortigen Freundeskreis zählten die Farbhändler und -produzenten Gustav Müller und Gustav Siegle, der Verleger Adolf von Kröner, der Textilkaufmann Lorenz Chevalier, der Versicherungsdirektor Max Duttenhofer, der Finanzier Eduard Pfeiffer und weiterhin Adolf Goppelt. Steiner war in Stuttgart als Agitator tätig und verfasste politische Denkschriften zur Wirtschaftspolitik. Zusammen mit seinen politischen Freunden war Kilian Steiner 1866 einer der Gründer der kleindeutschen, an Bismarck orientierten Deutschen Partei in Stuttgart. Auf sein politisches Engagement gehen viele der für Steiner später wertvollen geschäftlichen Kontakte zurück. Mehrere wichtige Partner, darunter Finanzier Pfeiffer oder die Familie Kaulla, zählten zur arrivierten, emanzipierten jüdischen Gemeinde in Stuttgart. Alfred von Kaulla (1852–1924) wurde Steiners engster Mitarbeiter.

### Wirtschaftsstratege der Gründerzeit
Im Jahr 1869 war Kilian Steiner an der Gründung der Württembergischen Vereinsbank beteiligt. Die Bank war im Gegensatz zu vielen nach 1870 gegründeten Bankhäusern keine Gründung von Bankiers, sondern (wie Steiner es selbst 1894 formulierte) eine Vereinigung einheimischer Firmen des Handels und der Industrie, der sich als ein Akt der Selbsthilfe des einheimischen Handelsstands vollzog. Die Bankgründung, die ein von auswärtigen Einflüssen unabhängiges Bankinstitut zum Ziel hatte, war die logische Konsequenz aus den wirtschaftspolitischen Forderungen der Deutschen Partei. Die „auswärtigen Einflüsse“, mit denen man mit einem selbstständigen württembergischen Institut vorbeugen wollte, lagen nicht nur im europäischen Ausland, sondern in der damaligen Zeit der deutschen Teilstaaten vor allem auch in anderen deutschen Ländern. Insbesondere sollte die württembergische Vereinsbank die Unabhängigkeit der württembergischen Wirtschaft von den Finanzplätzen Frankfurt am Main und Augsburg, im Falle der Wollbranche auch Berlin, gewährleisten. Zu den weiteren Gründern der Vereinsbank zählten außer Steiner auch dessen Freunde Gustav Müller, Heinrich Siegle, Lorenz Chevalier und die Gebrüder Rauch aus Heilbronn, ferner der Calwer Patrizier Zahn, der Fabrikant Zoeppritz aus Heidenheim, der Fabrikant Laiblin aus Pfullingen sowie die Bankiers Benedict aus Stuttgart, Rümelin aus Heilbronn und Lödel aus Ulm. Steiner, von dem die Idee zur Gründung des Bankvereins ausgegangen war, wurde zunächst nur Bankkonsulent (Justiziar), im Jahr 1870 dann aber in den Aufsichtsrat bestellt und von dort in den Vorstand delegiert. Die schnelle Entwicklung der Vereinsbank wurde dadurch begünstigt, dass das Bankhaus Benedict in etwa zeitgleich mit der Gründung der Vereinsbank in Liquidation ging und die Vereinsbank den größten Teil der Kundschaft von Benedict übernehmen konnte, so dass binnen eines Dreivierteljahres bis Ende 1869 schon über 430 Konten bestanden und bereits 6,5 Mio. Mark Kredite in laufender Rechnung eingestellt waren.
Von Steiner bzw. der Vereinsbank gingen zahlreiche weitere Gründungen aus. So waren er oder die Vereinsbank an der Gründung der Württembergischen Notenbank und der Stuttgarter Gewerbekasse, der Deutschen Bank in Berlin, der Rheinischen Creditbank in Mannheim, der Deutschen Vereinsbank und der Deutschen Effecten- und Wechselbank in Frankfurt am Main, der BASF, der Daimler-Motoren-Gesellschaft in Untertürkheim und der Württembergischen Metallwarenfabrik (WMF) in Geislingen an der Steige beteiligt. Immer wieder fanden diese Unternehmungen der Gründerzeit gemeinsam mit den Personen aus Steiners Umkreis statt, da die Zahl der unternehmerisch und wirtschaftspolitisch tätigen Akteure in Württemberg zu jener Zeit noch gering war. So saß das Vereinsbank-Aufsichtsratsmitglied Chevalier auch im Aufsichtsrat der WMF, Siegle besaß Aktienmehrheit und Aufsichtsratsvorsitz bei WMF, Steiner wiederum saß im Aufsichtsrat von Duttenhofers Rottweiler Pulverfabrik und wirkte mit diesem bei der Umwandlung von Daimler in eine Aktiengesellschaft mit. Eduard Pfeiffer war Aufsichtsratsvorsitzender der Vereinsbank und wirkte bei der Gründung der Notenbank mit.
Die Württembergische Vereinsbank spielte unter Steiner eine bedeutende Rolle beim Bau der Anatolischen Eisenbahnen, d. h. der Linien von Ismid nach Ankara und von Eskischehir nach Konya, einem wichtigen Abschnitt der späteren Bagdadbahn. Die Württembergische Vereinsbank war mit 431 von 4500 Aktien an der Baugesellschaft beteiligt, Steiner und sein Vertrauter Kaulla besaßen privat weitere Anteile. Steiner gilt als einer der maßgeblichen Köpfe hinter dem Eisenbahnprojekt, von dem zahlreiche württembergische Firmen profitierten, vor allem die Maschinenfabrik Esslingen. Steiners Vertrauter Kaulla führte zahlreiche Verhandlungen vor Ort.

### Familiengründung 1869
Am 17. Oktober 1869 heiratete Steiner seine Jugendfreundin Clotilde Goldschmidt geb. Bacher, die inzwischen bereits verwitwet und Mutter zweier Töchter war. Der Ehe entstammten weitere drei Kinder: Victor (1870–1939), Luise (1872–1932) und Adolf Wohlgemut (genannt Mut) (1876–1957). Die anfänglichen Wohnsitze der Familie sind nicht mehr klar zu ermitteln. Vermutlich hatte Steiner zunächst eine Dienstwohnung bei der Vereinsbank, später eine Villa in der Goethestraße. 1877 erwarb Steiner das Waldhaus in Niedernau als Landsitz, 1881 ein Anwesen in der Kanzleistraße 34/Schloßstraße 26 in Stuttgart als Stadtwohnung. 1895 erwarb er außerdem das Schloss Laupheim, das aus dem Erbe des Vaters in die Hand eines Bruders und eines Schwagers gekommen war. Die Gastfreundschaft Steiners in allen drei Wohnsitzen wurde vielfach gelobt, war gleichwohl aber auch Teil der auf persönlichen Freundschaften beruhenden geschäftlichen Beziehungen der Gründerzeit.

### Gesellschaftliche Kontakte
Aufgrund seiner vielfältigen Verpflichtungen war Steiner häufig auf Geschäftsreisen, insbesondere nach Berlin, Frankfurt am Main und Wien. In Berlin traf er neben seinen Geschäftspartnern bei der Deutschen Bank zahlreiche nationalliberale Politiker, darunter Karl von Varnbüler, Eduard Lasker, Alexander Levin von Bennigsen und Ludwig Bamberger. In Frankfurt hatte er vor allem mit der gehobenen jüdischen Wirtschaftsbürgerschicht zu tun, d. h. mit den Familien Goldschmidt, Hohenemser, Ladenburg, Ellisen und Dreyfus. Er machte außerdem die nähere Bekanntschaft mit zahlreichen bekannten Persönlichkeiten, u. a. mit dem Unternehmer Adelbert Delbrück, den Malern Otto von Faber du Faur und Franz Lenbach, den Prälaten von Gerok und von Schmid, Vertretern der Tübinger Professorenschaft sowie dem Ingenieur Ferdinand Graf von Zeppelin.
Nicht zuletzt war Steiner vielseitig literarisch interessiert und stand in Verbindung mit Hermann Sudermann, Paul Heyse, Heinrich Leuthold, Wilhelm Raabe, Joseph Victor von Scheffel und Berthold Auerbach. Durch persönliche Mitarbeit und Stiftungen hatte er außerdem großen Anteil an der Gründung des Schiller-Nationalmuseums in Marbach und des Schwäbischen Schillervereins, wo sich seit 2017 auch seine Bibliothek mit rund 6.500 Bänden befindet.

### Letzte Jahre
1888 und 1890 war Steiner länger krank. Inzwischen hatte er sich weitgehend aus dem Tagesgeschäft der Stuttgarter Vereinsbank zurückgezogen, deren Aufsichtsrat er weiterhin vorsaß. Auch gehörte noch einer Reihe weiterer Aufsichtsräte an. 1895 erwähnte Steiner erstmals, dass er an Diabetes leide und sich deswegen weiter aus dem Geschäft zurückziehen müsse. Er widmete sich danach verstärkt dem Ausbau des Schlossguts in Laupheim. 1903 erforderte die fortschreitende Zuckererkrankung die Amputation seines linken Fußes. Sechs Tage nach der Operation verstarb er an Herzlähmung.

## Ehrungen und Auszeichnungen
- 1879 erhielt er den österreichischen kaiserlichen Orden der Eisernen Krone III. Klasse
- 1884 wurde er vom serbischen König mit dem Kommandeurskreuz des Takovo-Ordens ausgezeichnet
- 1889 erhielt er den Titel des Geheimen Kommerzienrats
- 1895 wurde er von König Wilhelm II. von Württemberg durch Verleihung des Ehrenkreuzes des Ordens der Württembergischen Krone in den persönlichen Adelsstand erhoben
- 1901 Silberne landwirtschaftliche Verdienstmedaille für vorbildlichen Betrieb im Schlossgut in Laupheim
- 1891 Ehrenbürger von Niedernau
- 1901 Ehrenbürger von Marbach am Neckar